# Didemnum nekozita
Didemnum nekozita är en sjöpungsart som beskrevs av Takasi Tokioka 1967. Didemnum nekozita ingår i släktet Didemnum och familjen Didemnidae. Inga underarter finns listade i Catalogue of Life.